# Maximilian Lehmer
Pour les articles homonymes, voir Lehmer.
Maximilian Lehmer (né le 6 novembre 1946 à Aichach) est un homme politique allemand (CSU). 

## Biographie
Après l'école primaire, Lehmer termine un apprentissage agricole en 1961, qu'il termine en 1964 avec l'examen d'assistant. Il étudie ensuite dans un lycée professionnel, où il obtient son diplôme en 1967, et de 1967 à 1969 l'école d'agriculture . Puis il travaille dans la ferme familiale et passe son baccalauréat au lycée du soir de Munich en 1972. Il étudie ensuite les sciences agronomiques au centre des sciences Weihenstephan de l'Université technique de Munich. Après avoir terminé ses études d’ingénieur agronome en 1977, Lehmer travaille en 1980 comme assistant de recherche à l'Institut de génie agricole à l'Université technique de Munich à Weihenstephan. En 1981, il obtient son doctorat en agronomie avec la thèse "Production de mélanges concentrés de base dans les mélangeurs d'aliments pour animaux et leur utilisation en élevage laitier" . Lehmer a déjà repris l'entreprise agricole de ses parents en 1978 et est également consultant agricole et directeur technique chez BASF à Munich de 1980 à 2005. 
Maximilian Lehmer est catholique, marié et père de cinq enfants. 

## Politique

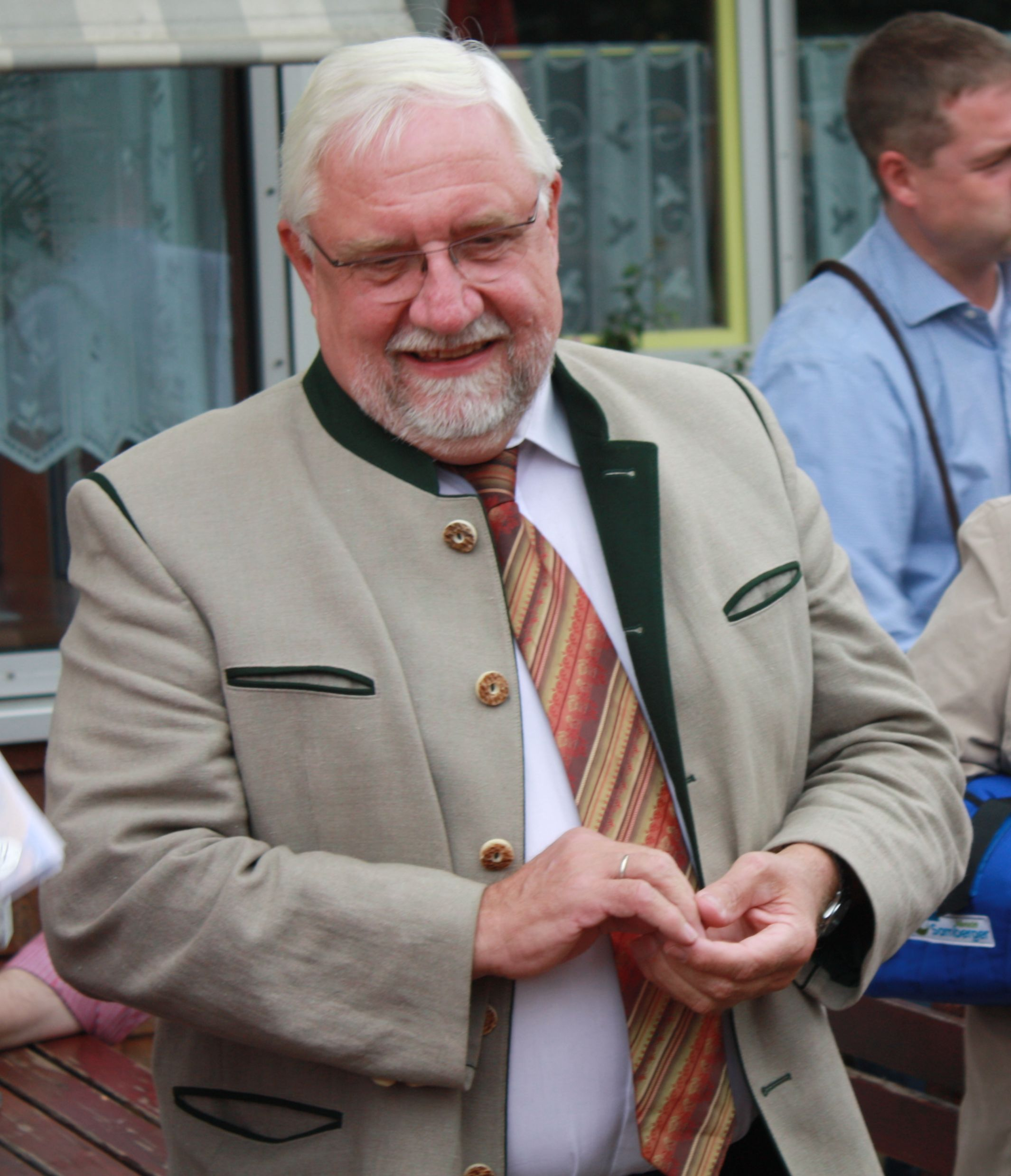
Max Lehmer en 2009 à Markt Schwaben

Lehmer rejoint la Junge Union et la CSU en 1970 et est président de l'association locale de la CSU à Neuching de 1989 à 2003. Depuis 2007, il est vice-président de la CSU dans le district d'Erding. Lehmer est membre du conseil municipal de Neuching de 1978 à 2008 et est également membre du conseil de l'arrondissement d'Erding de 1976 à 1996, où il est plus récemment vice-président du groupe parlementaire CSU. Depuis les élections locales de 2008, il est membre du conseil de l'arrondissement. 
De 2005 à 2013, il est député du Bundestag et membre à part entière de la commission de l'alimentation, de l'agriculture et de la protection des consommateurs et membre suppléant des commissions de l'éducation, de la recherche et de l'évaluation technologique ainsi que de l'environnement, de la conservation de la nature et de la sûreté nucléaire. Au sein du groupe régional CSU, Lehmer est le chef du groupe de travail VI pour les transports, la construction et le développement urbain, l'environnement, la conservation de la nature et la sûreté nucléaire, l'alimentation, l'agriculture et la protection des consommateurs. 
Maximilian Lehmer est toujours élu au Bundestag en tant que membre directement élu de la circonscription d'Erding-Ebersberg . Lors des élections fédérales de 2005, il obtient 58,4% des suffrages (candidat du SPD: 21,6%), aux élections fédérales de 2009, il est à 48,9% (24,8%), ce qui signifie que Lehmer est toujours au-dessus de la moyenne CSU. Dans l'élection fédérale en 2013, il laisse sa place à son successeur direct Andreas Lenz (CSU) .